# Arctoconopa melampodia
Arctoconopa melampodia är en tvåvingeart som först beskrevs av Friedrich Hermann Loew 1873.  Arctoconopa melampodia ingår i släktet Arctoconopa och familjen småharkrankar. Inga underarter finns listade i Catalogue of Life.